# Citroenbuikvliegenvanger
De citroenbuikvliegenvanger (Microeca flavigaster) is een zangvogel uit de familie van de Australische vliegenvangers (Petroicidae). De vogel werd in 1843 geldig beschreven door de Britse vogelkundige John Gould.

## Herkenning
De vogel is 12,5 tot 14,5 cm lang. Van boven is de vogel donker olijfgroen, de buik is citroengeel met een lichte keel. De ondersoort M. f. tormenti is gemiddeld wat groter en mist de citroengele borst.

## Voorkomen
De vogel komt voor in Australië en Nieuw-Guinea en telt vijf ondersoorten:
- M. f. laeta: noordelijk Nieuw-Guinea.
- M. f. tarara: zuidelijk Nieuw Guinea.
- M. f. flavissima: zuidoostelijk Nieuw Guinea en het uiterste noordoosten van Australië.
- M. f. flavigaster: noordelijk Australië.
- M. f. laetissima: noordoostelijk Australië.
- M. f. tormenti: noordwestelijk Australië.

De leefgebieden liggen in open landschappen, graslanden en in struikgewas langs waterlopen.

## Status
De populatiegrootte is niet gekwantificeerd. De vogel is afhankelijk van dichte begroeiing langs waterlopen en dit type habitat neemt in omvang af. De aard van de mogelijke afname in populatie-aantallen is niet verontrustend, daarom staat de vogel als niet bedreigd op de Rode lijst van de IUCN.